# Vlhké subtropické podnebí

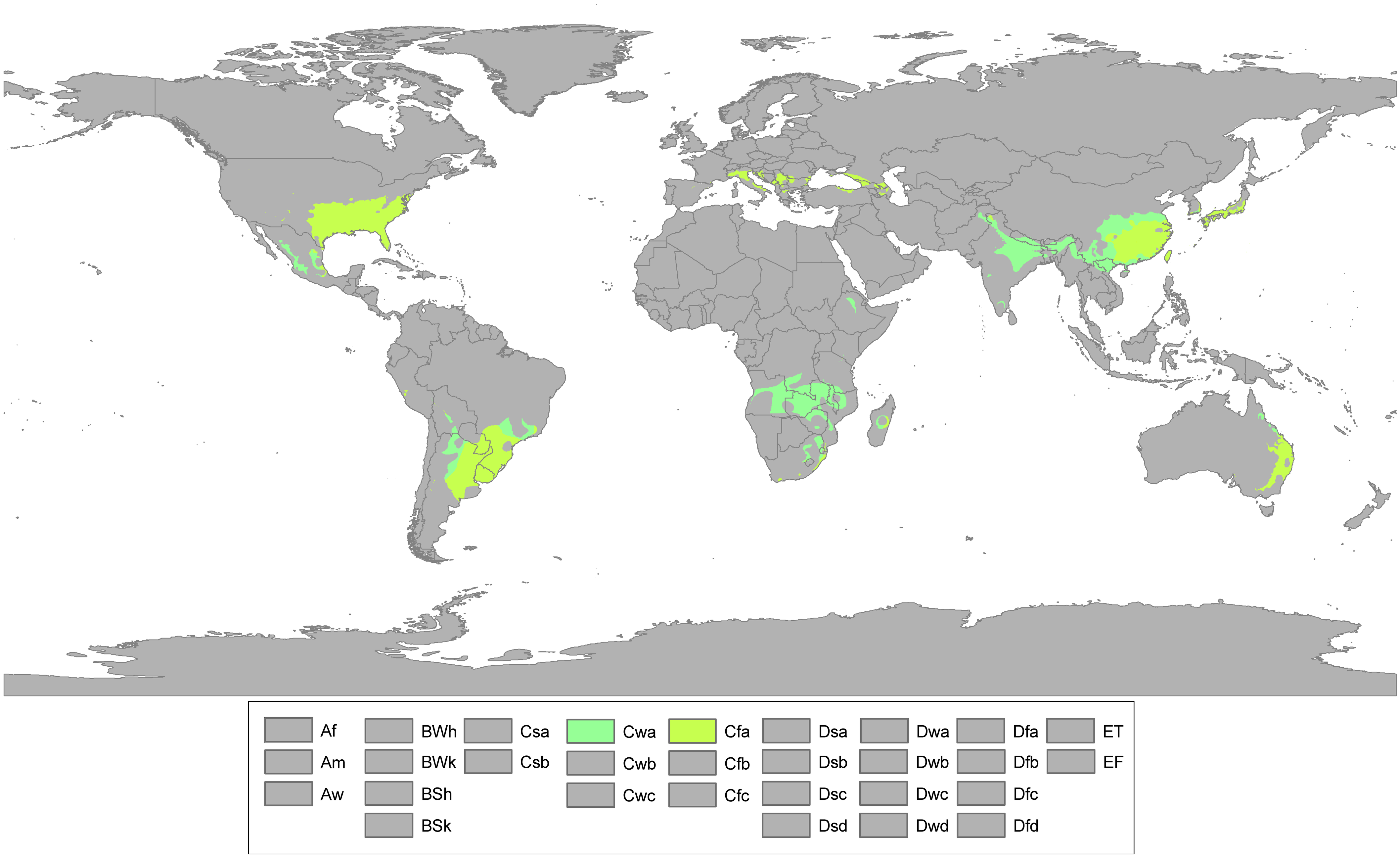
Tmavší barvou Cfa a světlejší Cwa.

Vlhké subtropické podnebí (zkratky Cfa, Cwa) je podle Köppenovy klasifikace podnebí typ subtropického podnebí, který je charakterizován horkými a vlhkými léty a mírnými zimami.
Podle Köppenovy klasifikace podnebí se vyskytuje tam, kde se průměrná teplota nejchladnějšího měsíce pohybuje mezi −3 °C a 18 °C a průměrná teplota nejteplejšího měsíce je vyšší než 22 °C. Někteří klimatologové preferují u nejchladnějšího měsíce hranici 0 °C. Dělí se na dva typy, Cwa se suchou zimou a Cfa, který nemá žádné období sucha a má chladnější zimy.
Podle systému Trewartha oblast s vlhkým subtropickým podnebím musí mít alespoň 8 měsíců v roce průměrnou měsíční teplotu nejméně 10 °C a průměrnou teplotu nejchladnějšího měsíce mezi 3 °C a 18 °C.

## Teploty
Nejvyšší denní teploty v nejteplejších dnech dosahují na většině míst 30 °C až 40 °C jak u typu Cwa, tak i v Cfa. Během letních nocí se pohybují obvykle kolem 20 °C. V nejchladnějších zimních dnech teploty mohou poklesnout až k −5 °C (na nejchladnějších místech až k −10 °C) u Cfa a zhruba do 0 °C až 10 °C u Cwa. Nejvyšší denní teploty v zimních dnech se pohybují kolem 10 °C u Cfa a okolo 20 °C u Cwa.[zdroj?]

## Subtropické horské podnebí

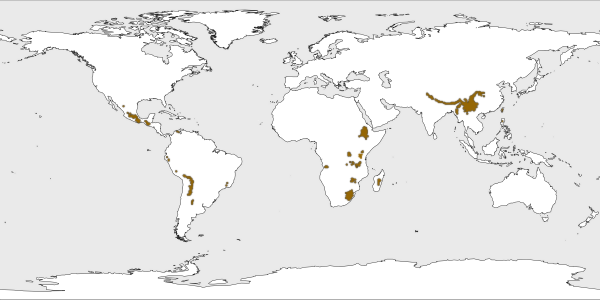

Subtropické horské podnebí je v horách tropického, méně často i subtropického podnebného pásma. Přibližně do 40. stupně severní nebo jižní šířky. Rozdíly v průměrné měsíční teplotě jsou mezi létem a zimou menší než u ostatních typů subtropického podnebí, a celoročně jsou teploty podobné hlavně kvůli časté poloze v blízkosti rovníku. U CWB jsou kritéria stejná jako u běžného subtropického podnebí (nejchladnější měsíc má průměrnou teplotu nad 0 °C, nebo nad −3 °C a nejteplejší měsíc má průměrnou teplotu nad 22 °C) u CWC je však rozdíl v tom, že průměrnou měsíční teplotu vyšší než 10 °C mají maximálně 4 měsíce v roce. Teploty mohou být kvůli různé nadmořské výšce v různých místech rozdílné. Nejvyšší letní teploty se většinou pohybují mezi 25 °C až 30 °C a nejnižší teploty mohou být přibližně mezi 0 °C až 10 °C. I tady se mohou střídat období dešťů a sucha.

## Galerie

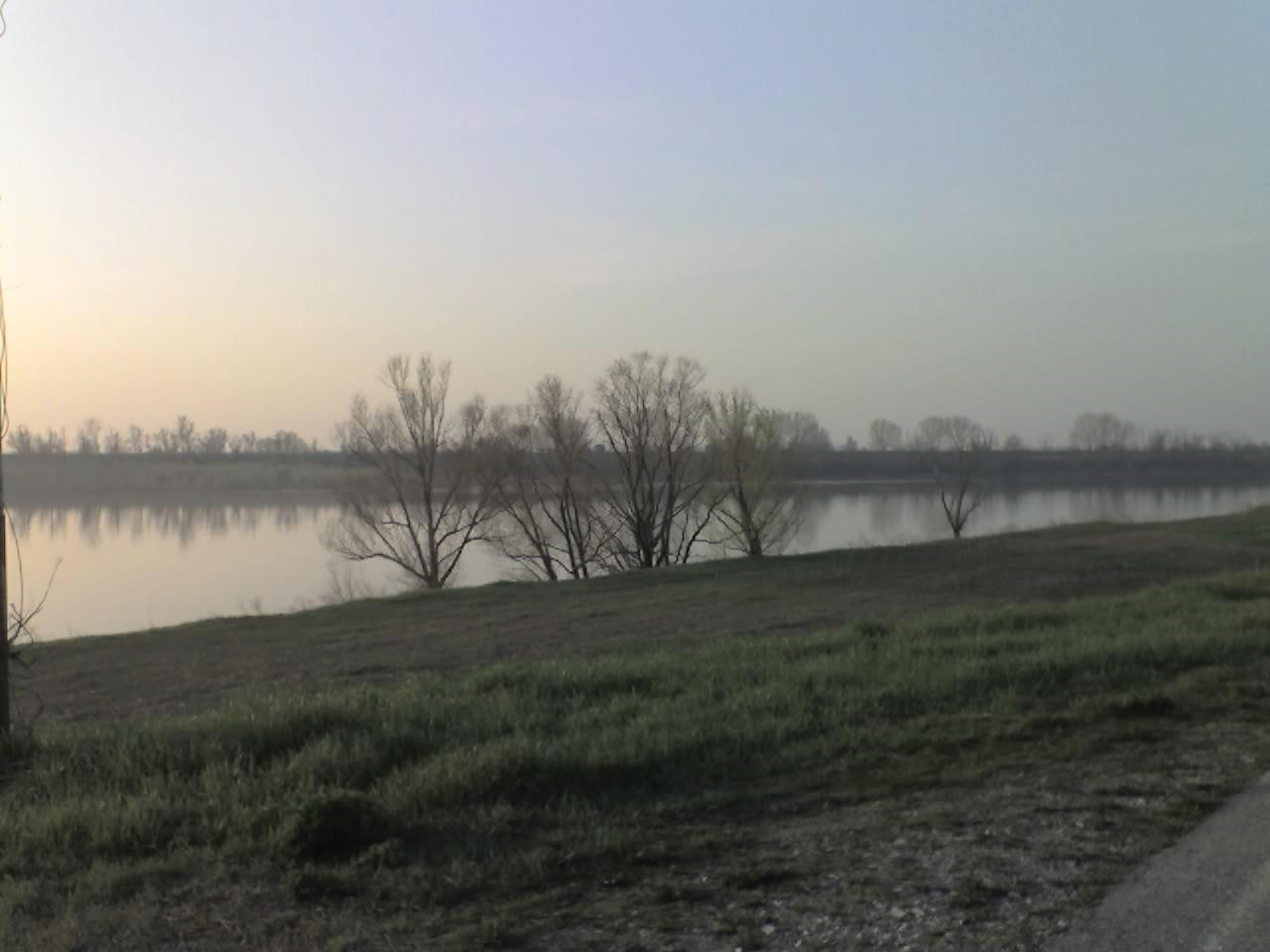
Pádská nížina v zimě
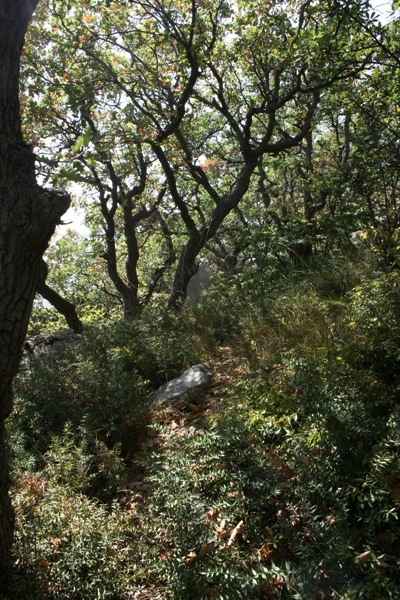
Subtropický les v létě
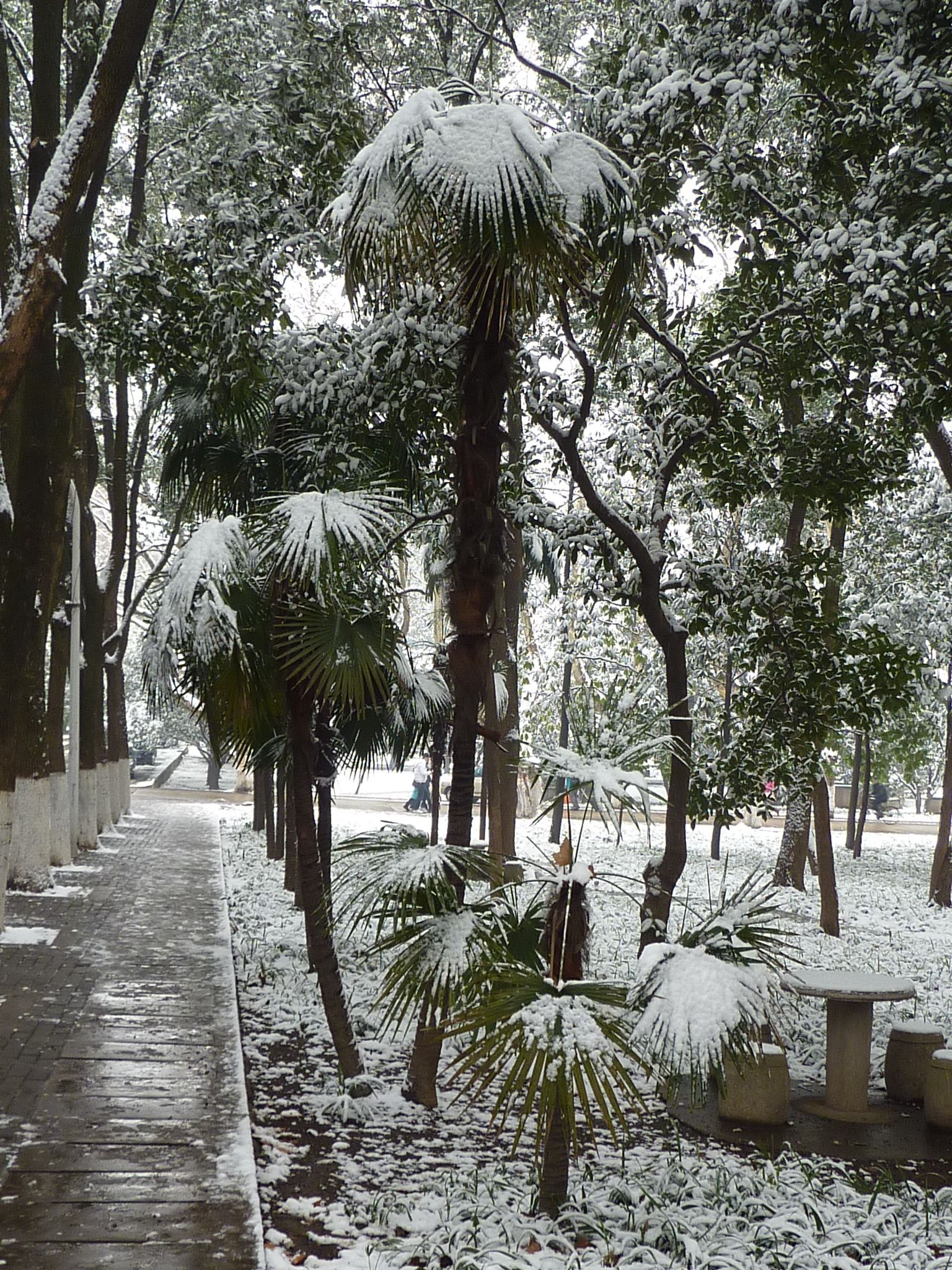
Sníh ve Wu-chanu v jihovýchodní Číně.